# Ереванский государственный медицинский университет имени Мхитара Гераци
Ереванский государственный медицинский университет им. Мхитара Гераци — ведущее высшее медицинское учебное заведение Республики Армения, основан в 1920 году, университет назван в честь Мхитара Гераци (XII в.) — врача и автора лечебника, основоположника армянской медицины.

## История

### Основание
До создания Университета в Первой Республике Армении число армянских студентов было значительным в частном университете, расположенном в городе Тифлисе. Во время конференции в 1919 году было обсуждено создание Университета в Эривани. Университет временно открылся в здании Александропольского торгового центра 31 января 1920 года.
В следующем учебном году он переехал в здание Эриванской педагогической семинарии и в 1922 году был назван Эриванским государственным университетом. В конце октября 1920 года Н. Оханджанян и министр образования Казарян подписали указ «Закон об открытии медицинского факультета в университете», но он не был реализован, поскольку Армения стала частью Советского Союза.
3 ноября 1921 года в Эриване открылась медицинская школа, а 15 марта 1922 года был создан медицинский факультет ЭГУ. Первым деканом был доктор Спандрарат Камсаракан, а преподавательский состав состоял из 6 человек.

### Советские времена

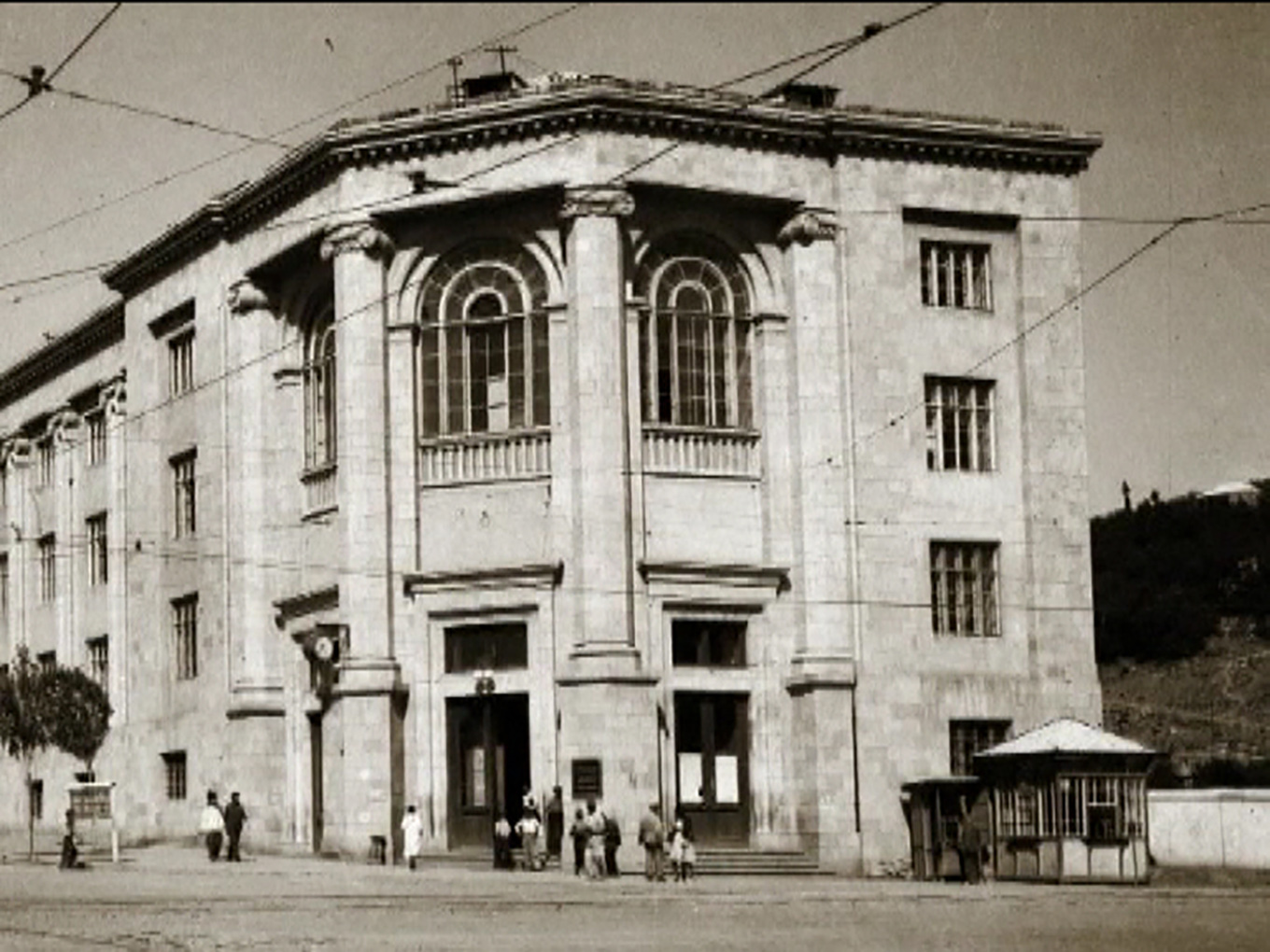
Институт в 1947 году

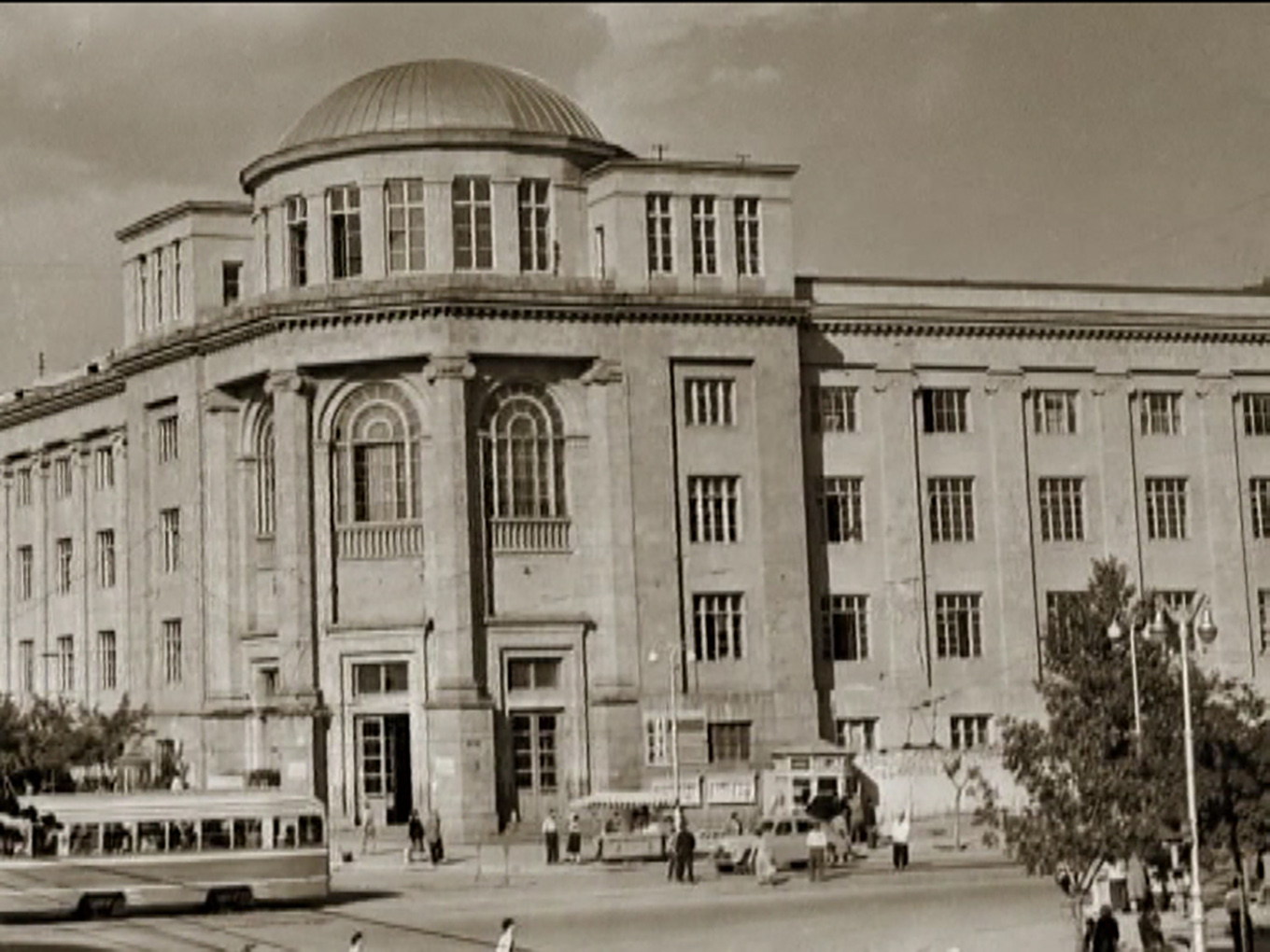

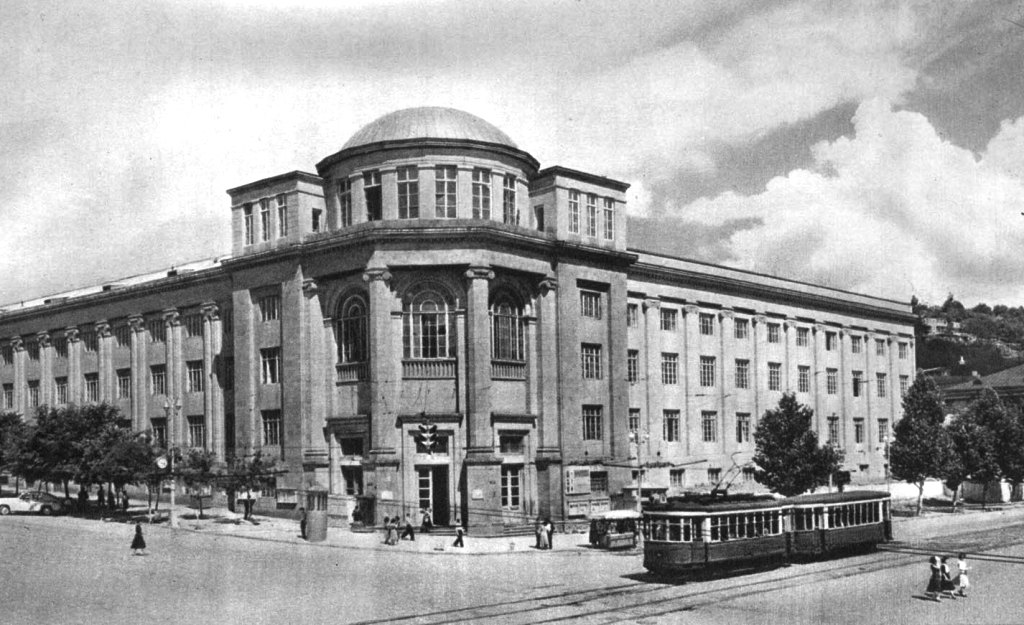
Университет примерно в 1960 году

Первые 32 студента закончили медицинский факультет в 1927 году. Армянская ССР решила создать независимые университеты в 1930 году, и одним из них был Государственный медицинский университет. С начала Второй мировой войны студенты и профессора из Краснодарского и Орджоникидзевского медицинских институтов перешли в Ереван. В 1947 году было создано студенческое научное общество. Газета «Будущий доктор» была создана в 1958 году и выпускается до сегодняшнего дня. Кафедра иностранных студентов была создана для студентов из армянской диаспоры. Совет министров Армении по решению от 25 мая 1989 года назвал Ереванский медицинский институт именем знаменитого средневекового врача Мхитара Гераци.

### После независимости
В 1994 году был основан отдел «Военной медицины». В 1992 году студенческий парламент был сформирован по инициативе студентов университета, которые сыграли важную роль в организации внутривузовской деятельности. В 1995 году правительство Армении предоставило университету официальный статус университета. В том же году весь медицинский комплекс был дополнен к Медицинскому университету. В 2005—2006 учебном году ЕГМУ стала двухуровневой системой образования.
Постановлением Правительства Республики Армения 27 ноября 2014 года государственная некоммерческая организация «Ереванский государственный медицинский университет им. Мхитара Гераци» была реорганизована в Фонд «Ереванский государственный медицинский университет им. Мхитара Гераци».

## Ректоры
- Акоп Ованесян[арм.] (1930—1936)
- Арам Шахвердян[арм.] (1936—1937)
- Арташес Мелик-Адамян (1937)
- Егор Арутюнян[арм.] (1937—1938)
- Егише Шек-Овсепян[арм.] (1938)
- Вергине Микаелян[арм.] (1938—1943)
- Геворк Гевондян[арм.] (1943—1944, 1951—1958)
- Рубен Гянджецян[арм.] (1944—1945)
- Нерсес Акопян[арм.] (1945—1949)
- Гарегин Агбалян[арм.] (1949—1951)
- Левон Арутюнян (1958—1960)
- Сурен Галстян[арм.] (1960—1962, 1969—1971)
- Сократ Ованесян[арм.] (1962—1966)
- Рафаел Стамболцян (1966—1968)
- Габриэль Хачатрян[арм.] (1968—1969)
- Эмиль Габриелян (1971—1975)
- Вилен Аствацатрян (1975—1987)
- Вилен Акопян (1987—2006)
- Гоар Кялян (2006—2011)
- Дереник Думанян (2011—2012)
- Михаил Нариманян (2012—2016)
- Армен Мурадян (2016—н. в.)

## Кампусы

### Расположение и здания
Кампус медицинского университета расположен в самом центре города, на улице Корюна. Оно имеет четыре здания: основное, административное, лабораторное и анатомическое.
ЕГМУ занимает два больничных комплекса, где студенты получают реальный опыт. Госпитальный комплекс «Гераци» N1 и университетская больница «Мурацан» предоставляют студентам возможность получать опыт работы в клиниках, поликлиниках, лабораториях и диагностических центрах.

## Организация и администрация
Руководство Ереванского государственного медицинского университета осуществляется в соответствии с законодательством Республики Армения и Уставом Университета на основе самоуправления в сочетании с принципами единоличного руководства и коллегиальности.
Руководящими органами университета являются Совет, ректор, Учёный совет и Ректорат. Совет состоит из 32 членов и состоит из профессоров университета, студентов, представителей правительства Армении, Министерства образования и науки. Основными задачами Совета университета являются выбор ректора университета, развитие университета, а также основные направления международного сотрудничества, с презентацией ректора. Совет также обсуждает и утверждает бюджет университета.
В настоящее время ЕГМУ имеет шесть факультетов: Школа медицины, Школа стоматологии, Школа фармакологии, Школа военной медицины, Школа общественного здравоохранения, Школа постдипломного и непрерывного образования. Председателем каждого факультета является декан; каждый из них управляет комитетами факультетов. Декан отчитывается перед вице-ректором, который, в свою очередь, отчитывается перед ректором. Нынешним ректором является Армен Мурадян, а председателем правления является Армен Ашотян.

## Учёба

### Поступления
Ереванский государственный медицинский университет принимает студентов по следующим специальностям: Медицина, Стоматология, Фармация, Медицинская работа в Вооружённых Силах, Здравоохранение.
Университет принимает кандидатов, имеющих среднее (полное), среднее профессиональное образование с армянским или иностранным гражданством. Ограничений по возрасту нет.
Кандидаты должны сдавать вступительные экзамены по физике, химии, биологии в письменном формате. Они имеют право выбрать 2 из трёх указанных предметов.
Результаты вступительных экзаменов утверждаются решением приёмной комиссии.
Иностранные студенты должны сдавать квалификационный экзамен и представлять результаты и другие необходимые документы университету.

### Программы: Бакалавриат, Магистратура, Аспирантура
Продолжительность непрерывной и интегрированной образовательной программы для бакалавриата — шесть лет в общей медицине и военно-медицинских факультетах и пять лет на стоматологическом факультете. Продолжительность бакалаврской программы повышения квалификации — четыре года на фармацевтическом факультете.
Степень магистра предлагается по следующим специальностям:
-Mедицина
— Общественное здравоохранение
— Фармация
— Медицинская работа в вооруженных силах
Продолжительность магистерской программы в «Медицинской работе», «Медицинская работа в вооруженных силах» составляет два года; в «Общественном здравоохранении» составляет 1,5 года, а в Фармации — один год.
Для дальнейшей специализации студент имеет следующие варианты последипломного обучения: стажировка, клиническая ординатура и непрерывное профессиональное обучение (EMS). Продолжительность стажировки составляет 11 месяцев и проводится в соответствии с соответствующими программами «Врач общей практики», «Стоматолог» и «Аптека». Выпускникам Ереванского государственного медицинского университета предоставляется возможность пропустить стажировку и специализироваться на программах клинической ординатуры.

### Исследования
Фонд является не только крупным центром образования и здравоохранения, но и обладает большим научным потенциалом, который может стать источником продвижения для дальнейшего развития фонда. На факультете фонда работают 689 сотрудников с учёной степенью, в том числе 165 докторов наук, 524 кандидата. По данным декабря 2016 года 28 аспирантов и 96 кандидатов осуществляют исследовательскую деятельность в этом фонде.

### Библиотеки
Библиотека университета ЕГМУ является одной из самых обширных библиотек в Армении и насчитывает более 65 000 учебников и профессиональной литературы. Существует богатая коллекция научных и учебных материалов медицинской библиотеки. Учебники и профессиональная литература пополняются произведениями, подготовленными университетским факультетом и учебными пособиями, которые получены из разных стран. Исследовательские журналы и журналы всегда обновляются. Существует также онлайн-библиотека, включающая учебные материалы, тесты и анкеты, которые доступны не только студентом, так и другим заинтересованным людям.

## Люди

### Студенты / Международные студенты
В настоящее время в университете обучается более 7000 будущих врачей. 24 % этих студентов являются иностранными студентами из 26 стран мира. В эти страны входят США, Россия, Германия, Индия, Израиль, Канада, Иран, Ирак, Грузия, Великобритания, Греция, Казахстан, Туркменистан, Венесуэла, Сирия, Сингапур, Австралия, Польша, Кипр, Ливан и Шри-Ланка.
Стоимость обучения различна в разной степени. Студенты университета имеют уникальную возможность получить различные номинальные стипендии. Некоторые из известных номинальных стипендий названы в честь Мхитара Гераци, Рубена Севака, Альберта Майрапетяна. Есть также стипендии, предоставленные Армянским молодёжным фондом, семьёй Турпанджян, Эгейской семьёй и Армянской общиной для Фонда армянских студентов.

### Факультет и сотрудники
В университете работает более 1100 профессоров. Они отвечают за чтение лекций, консультирование как выпускников, так и студентов, а также проведение оригинальных исследований. 171 из преподавателей — доктора наук, 504 — кандидаты наук. Семь академиков НАН РА выполняют научно-педагогическую работу в университете. Этот мощный научный потенциал играет серьёзную роль в развитии медицины и смежных наук в Армении.

### Почётные доктора
Премия «Почетный доктор университета» ЕГМУ была вручена очень замечательным и выдающимся людям.
- Том Катена — доктор в Суданских горах Нуба, лауреат премии «Аврора»[13]
- Принцесса Иордании Дина Миред — генеральный директор Фонда по борьбе с раком короля Хусейна (KHCF), председатель Союза Международный контроль над раковыми заболеваниями (UICC)[14]
- Бхайрон Сингх Шехават — бывший вице-президент Индии[15]
- Агоп Кантарджян — профессор из Университета Техаса MD Anderson Cancer Center[16]
- Агоп Бедикян — профессор из Университета Техаса MD Anderson Cancer Center[16]
- Аарон Чехановер — израильский биолог и лауреат Нобелевской премии по химии, Хайфа, Израиль[17]
- Клаус-Петер Хелригель — председатель Берлинского онкологического общества, секретарь и член правления Немецкого общества гематологии и онкологии[18]
- Нирмал К. Гангули — президент Джавахарлалского института последипломного медицинского образования и исследований, г. Пондичери, Индия[19]
- Лео Бокерия — кардиолог, кардиохирург, профессор, руководитель Научного центра сердечно-сосудистой хирургии имени Бакулева, Россия[20]
- Филип Дженти — учёный в области пренатальной диагностики, основатель плодовой эхокардиографии, руководитель центра фетальной медицины в Нэшвилле, штат Теннесси, США[21]
- Эдгар М. Хаспян — известный нейрохирург, профессор Нейрологического института, Нью-Йорк, США[22]
- Левон Назарян — профессор и заместитель председателя отдела радиологии и директор программы резиденции в университетской больнице им. Томаса Джефферсона в Филадельфии, штат Пенсильвания, США[23]
- Леонид Рошаль — председатель Международного благотворительного фонда помощи детям в катастрофах и войнах, эксперт Всемирной организации здравоохранения[24]